# Traité d'Aberconwy
Pour les articles homonymes, voir Aberconwy.

Les Galles du Nord en 1277. L'autorité de Llywelyn est limitée aux zones vertes (domaine propre) et celle de son frère Dafydd, aux zones bleues.

Le traité d'Aberconwy est un traité conclu entre le roi d'Angleterre Édouard Ier et le prince de Galles Llywelyn ap Gruffudd. Il a été signé le 9 novembre 1277 à Aberconwy.
Vaincu par Édouard après avoir tenté de défier son autorité, Llywelyn est obligé d'accepter des conditions difficiles : il conserve le titre de prince de Galles, mais son autorité est limitée au seul Gwynedd. Il est également contraint de céder les terres à l'est de la Conwy à son frère Dafydd ap Gruffudd. En contrepartie, Édouard accepte de le laisser épouser Éléonore, la fille de Simon de Montfort.